# Sixten Wahlgren
Sixten Alf Ossian Wahlgren, född 22 november 1903 i Luleå, död 23 augusti 1976 i Sundsvall, var en svensk målare, tecknare, skulptör och grafiker

## Biografi
Wahlgren var son till överbanmästaren Abraham Ossian Wahlgren och Amanda Christina Hedin samt gift första gången med musikdirektör Olga Toorell, andra gången med Ella Anderson och efter hennes död med Ulla Hammar. Wahlgren studerade dekorationsmåleri för Filip Månsson vid Tekniska skolans högre konstindustriella avdelning 1927–1930 och praktikarbetade därefter i tre år under Gunnar Torhamns handledning. Separat ställde han bland annat ut på De ungas salong i Stockholm och ett flertal gånger i Sundsvall. Han medverkade i några grupputställningar på Konstsalong Rålambshof i Stockholm, i Sundsvall samt på Stockholmssalongen på Liljevalchs konsthall. Bland hans offentliga verk märks dekorativa arbeten på Katarina församlingshus i Stockholm, en temperamålning för biografen Caprice i Stockholm, en 24 kvadratmeter stor väggmålning i Sundsvall[var?] samt dekorationsmålningar på företag och privata fastigheter. Efter att han drabbades av tuberkulos var han under långa sjukdomsperioder tvingad att avstå från sitt konstnärskap. Han tilldelades Sundsvalls kommuns kulturstipendium 1963. Hans stafflikonst består av modellstudier, porträtt, stilleben och naturbilder.